# Trinidad och Tobago i olympiska sommarspelen 1988
Trinidad och Tobago deltog i de olympiska sommarspelen 1988 med en trupp bestående av sex deltagare, men ingen av landets deltagare erövrade någon medalj.

## Cykling
- Maxwell Cheesman
- Gene Samuel

## Friidrott
- Patrick Delice
- Ian Morris
- Angela Williams